# Pic de la Mollera del Veguer
El Pic de la Mollera del Veguer és una muntanya de 1.452,1 m alt del terme comunal de Castell de Vernet, a la comarca del Conflent, de la Catalunya del Nord.
És a la zona central-occidental del terme, a prop del termenal amb Saorra. És al nord del Coll del Cavall Mort, a llevant del Coll de Jou.